# Waleri Strelzow
Waleri Streltsow (* 14. September 1972; russisch Валерий Стрельцов, englische Transkription Valeriy Strelcov resp. Valerij Streltsov) ist ein luxemburgischer Badmintonspieler ukrainischer Herkunft.

## Karriere
Waleri Streltsow war einer der dominierenden Badmintonspieler in der Ukraine in den 1990er und 2000er Jahren, wo er zahlreiche nationale Titel gewann. International siegte er unter anderem in Bulgarien, Kroatien und der Slowakei.

## Sportliche Erfolge
| Saison    | Veranstaltung                  | Disziplin    | Platz | Name                                     |
| --------- | ------------------------------ | ------------ | ----- | ---------------------------------------- |
| 1991      | Junioren-Europameisterschaft   | Herrendoppel | 2     | Vladislav Druzchenko / Valerij Streltsov |
| 1991      | Junioren-Europameisterschaft   | Mixed        | 3     | Valerij Streltsov / Svetlana Alferova    |
| 1992      | Ukraine: Einzelmeisterschaften | Herrendoppel | 1     | Vladislav Druzchenko / Valerij Streltsov |
| 1993      | Ukraine: Einzelmeisterschaften | Herrendoppel | 1     | Vladislav Druzchenko / Valerij Streltsov |
| 1993      | Slovenian International        | Mixed        | 1     | Valerij Strelcov / Elena Nozdran         |
| 1993      | Romanian International         | Mixed        | 1     | Valeri Strelcov / Elena Nozdran          |
| 1993      | Hungarian International        | Mixed        | 1     | Valerij Strelcov / Elena Nozdran         |
| 1993      | Romanian International         | Herrendoppel | 1     | Vladislav Druzchenko / Valerij Strelcov  |
| 1993      | Ukraine: Einzelmeisterschaften | Mixed        | 1     | Valerij Streltsov / Viktoria Evtuschenko |
| 1993      | Slovenian International        | Herrendoppel | 1     | Vladislav Druzschenko / Valerij Strelcov |
| 1993/1994 | EBU Circuit                    | Mixed        | 1     | Valerij Strelcov                         |
| 1994      | Slovak International           | Herrendoppel | 1     | Valeriy Strelcov / Alexander Cygankov    |
| 1995      | Slovak International           | Herrendoppel | 1     | Valerij Strelcov / Konstantin Tatranov   |
| 1996      | Ukraine: Einzelmeisterschaften | Herrendoppel | 1     | Valerij Strelcov / Konstantin Tatranov   |
| 1997      | Volant d’Or de Toulouse        | Mixed        | 1     | Valerij Strelcov / Elena Nozdran         |
| 1997      | Ukraine: Einzelmeisterschaften | Herrendoppel | 1     | Valerij Strelcov / Konstantin Tatranov   |
| 1998      | Ukraine: Einzelmeisterschaften | Herrendoppel | 1     | Valerij Strelcov / Konstantin Tatranov   |
| 1998      | Ukraine: Einzelmeisterschaften | Mixed        | 1     | Valeriy Strelcov / Elena Nozdran         |
| 1999      | Ukraine: Einzelmeisterschaften | Herrendoppel | 1     | Valerij Strelcov / Konstantin Tatranov   |
| 1999      | Croatian International         | Herrendoppel | 1     | Dmitry Miznikov / Valerij Strelcov       |
| 1999      | Weltmeisterschaft              | Mixed        | 9     | Valerij Strelcov / Natalia Golovkina     |
| 1999      | Bulgarian International        | Mixed        | 1     | Valerij Strelcov / Natalia Golovkina     |
| 1999      | Croatian International         | Mixed        | 1     | Valerij Strelcov / Natalia Golovkina     |
| 1999      | Weltmeisterschaft              | Herrendoppel | 17    | Valerij Strelcov / Konstantin Tatranov   |
| 2001      | Weltmeisterschaft              | Herrendoppel | 17    | Valerij Strelcov / Konstantin Tatranov   |
| 2004      | Ukraine: Einzelmeisterschaften | Herrendoppel | 1     | Mizin Micailo / Valerij Strelcov         |